# Filip Zadina
Filip Zadina (né le 27 novembre 1999 à Pardubice en République tchèque) est un joueur tchèque de hockey sur glace. Il évolue au poste d'ailier gauche.

## Biographie
Formé au HC Pardubice, il joue ses premières parties comme professionnel au championnat élite tchèque en 2015-2016. Après une autre saison chez les professionnels avec Pardubice, il part au Canada et rejoint les Mooseheads d'Halifax, équipe junior évoluant dans la LHJMQ. 
Considéré comme un des meilleurs prospects en vue du repêchage d'entrée dans la LNH 2018, il réalise 82 points, dont 44 buts, en 57 parties avec les Moosheads et se retrouve entre autres sur la première équipe d'étoiles de la ligue. Il s'est également démarqué au championnat du monde junior de 2018 en marquant 7 buts en autant de parties.
Il joue dans la LNH avec les Red Wings de Détroit à compter de la saison 2018-2019. Le 26 août 2022, il signe un pacte de trois ans avec les Red Wings d'une valeur annuelle moyenne de 1,825 million $. Les performances du choix de 1re ronde en 2018 déçoivent depuis son entrée dans la LNH. Lors de la saison 2022-2023, il n'inscrit que 7 points en 30 matchs et est même rétrogradé dans la LAH pour quelques matchs. Il est soumis au ballottage le 3 juillet 2023 mais n'est pas réclamé. Son contrat est résilié et il devient joueur autonome sans compensation. Les Sharks de San José lui accordent un contrat d'une saison et 1,1 million $ pour la saison 2023-2024.

## Statistiques

### En club

#### Championnat
| Saison     | Équipe                   | Ligue                            |                   | Saison régulière  | Saison régulière  | Saison régulière  | Saison régulière  | Saison régulière  |                   | Séries éliminatoires | Séries éliminatoires | Séries éliminatoires | Séries éliminatoires | Séries éliminatoires |
| Saison     | Équipe                   | Ligue                            | PJ                | B                 | A                 | Pts               | Pun               | PJ                | B                 | A                    | Pts                  | Pun                  |                      |                      |
| 2014-2015  | HC Dynamo Pardubice U20  | Extraliga U20                    | 6                 | 4                 | 2                 | 6                 | 2                 | -                 | -                 | -                    | -                    | -                    |                      |                      |
| 2015-2016  | HC Dynamo Pardubice U20  | Extraliga U20                    | 19                | 10                | 7                 | 17                | 8                 | -                 | -                 | -                    | -                    | -                    |                      |                      |
| 2015-2016  | HC Dynamo Pardubice      | Tipsport Extraliga               | 2                 | 0                 | 0                 | 0                 | 0                 | -                 | -                 | -                    | -                    | -                    |                      |                      |
| 2016-2017  | HC Dynamo Pardubice U20  | Extraliga U20                    | 20                | 9                 | 9                 | 18                | 18                | -                 | -                 | -                    | -                    | -                    |                      |                      |
| 2016-2017  | HC Dynamo Pardubice      | Tipsport Extraliga               | 25                | 1                 | 1                 | 2                 | 4                 | 2                 | 1                 | 1                    | 2                    | 0                    |                      |                      |
| 2016-2017  | HC Dynamo Pardubice      | Tipsport Extraliga Qualification | -                 | -                 | -                 | -                 | -                 | 2                 | 0                 | 0                    | 0                    | 0                    |                      |                      |
| 2017-2018  | Mooseheads d'Halifax     | LHJMQ                            | 57                | 44                | 38                | 82                | 36                | 9                 | 5                 | 7                    | 12                   | 0                    |                      |                      |
| 2018-2019  | Red Wings de Détroit     | LNH                              | 9                 | 1                 | 2                 | 3                 | 0                 | -                 | -                 | -                    | -                    | -                    |                      |                      |
| 2018-2019  | Griffins de Grand Rapids | LAH                              | 59                | 16                | 19                | 35                | 18                | 5                 | 2                 | 1                    | 3                    | 0                    |                      |                      |
| 2019-2020  | Red Wings de Détroit     | LNH                              | 28                | 8                 | 7                 | 15                | 2                 | -                 | -                 | -                    | -                    | -                    |                      |                      |
| 2019-2020  | Griffins de Grand Rapids | LAH                              | 21                | 9                 | 7                 | 16                | 8                 | -                 | -                 | -                    | -                    | -                    |                      |                      |
| 2020-2021  | HC Oceláři Třinec        | Tipsport Extraliga               | 17                | 8                 | 6                 | 14                | 18                | -                 | -                 | -                    | -                    | -                    |                      |                      |
| 2020-2021  | Red Wings de Détroit     | LNH                              | 49                | 6                 | 13                | 19                | 0                 | -                 | -                 | -                    | -                    | -                    |                      |                      |
| 2021-2022  | Red Wings de Détroit     | LNH                              | 74                | 10                | 14                | 24                | 10                | -                 | -                 | -                    | -                    | -                    |                      |                      |
| 2022-2023  | Red Wings de Détroit     | LNH                              | 30                | 3                 | 4                 | 7                 | 10                | -                 | -                 | -                    | -                    | -                    |                      |                      |
| 2022-2023  | Griffins de Grand Rapids | LAH                              | 2                 | 1                 | 0                 | 1                 | 0                 | -                 | -                 | -                    | -                    | -                    |                      |                      |
| 2023-2024  | Sharks de San José       | LNH                              | 72                | 13                | 10                | 23                | 18                | -                 | -                 | -                    | -                    | -                    |                      |                      |
| 2024-2025  | HC Davos                 | NL                               | Saison en cours ? | Saison en cours ? | Saison en cours ? | Saison en cours ? | Saison en cours ? | Saison en cours ? | Saison en cours ? | Saison en cours ?    | Saison en cours ?    | Saison en cours ?    |                      |                      |
| Totaux LNH | Totaux LNH               | Totaux LNH                       | 262               | 41                | 50                | 91                | 40                | -                 | -                 | -                    | -                    | -                    |                      |                      |
| Totaux LAH | Totaux LAH               | Totaux LAH                       | 82                | 26                | 26                | 52                | 26                | 5                 | 2                 | 1                    | 3                    | 0                    |                      |                      |

#### Tournoi
| Saison    | Équipe              | Compétition         |   | PJ | B | A | Pts | Pun             |  | Résultat |
| 2016-2017 | HC Dynamo Pardubice | Ligue des Champions | 4 | 0  | 0 | 0 | 2   | Phase de Groupe |  |          |

### En équipe nationale
| Année     | Équipe       | Compétition                      |   | PJ | B | A | Pts | Pun           |  | Résultat |
| 2015-2016 | Tchéquie U17 | Défi mondial des moins de 17 ans | 5 | 1  | 3 | 4 | 0   | 7e place      |  |          |
| 2016      | Tchéquie U18 | Championnat du monde U18         | 5 | 4  | 1 | 5 | 2   | 7e place      |  |          |
| 2016-2017 | Tchéquie U18 | Coupe Hlinka-Gretzky             | 4 | 5  | 2 | 7 | 0   | Médaille d'or |  |          |
| 2017      | Tchéquie U18 | Championnat du monde U18         | 5 | 3  | 3 | 6 | 0   | 7e place      |  |          |
| 2017-2018 | Tchéquie     | Euro Hockey Tour                 | 6 | 1  | 1 | 2 | 2   | 2e place      |  |          |
| 2018      | Tchéquie U20 | Championnat du monde junior      | 7 | 7  | 1 | 8 | 2   | 4e place      |  |          |
| 2019      | Tchéquie U20 | Championnat du monde junior      | 5 | 0  | 1 | 1 | 2   | 7e place      |  |          |
| 2021      | Tchéquie     | Championnat du monde             | 8 | 2  | 2 | 4 | 0   | 7e place      |  |          |
| 2023-2024 | Tchéquie     | Euro Hockey Tour                 | 1 | 0  | 0 | 0 | 0   | 2e place      |  |          |

## Trophées et honneurs personnels

### Ligue de hockey junior majeur du Québec
- 2017-2018 :
  - nommé dans la première équipe d'étoiles de la LHJMQ
  - nommé dans l'équipe des recrues de la LHJMQ
  - remporte le trophée Michael-Bossy du meilleur espoir professionnel dans la LHJMQ